# Titanate
Als Titanate werden die Salze oder Ester der Titansäuren (HxTiyOz, praktisch die verschiedenen Hydrate von Titandioxid) bezeichnet. Hauptsächlich handelt es sich dabei um die Salze der Orthotitansäure (H4TiO4), wobei neben diesen Orthotitanaten auch die entsprechenden Meta- und Peroxotitansäuren bzw. -titanate vorkommen. Sie können als Mischoxide angesehen werden. 
Titanate werden als Keramikmaterial (zum Beispiel Blei-Zirkonat-Titanat und Barium-Strontium-Titanat BaxSr1-xTiO3 für Piezoelemente und Keramikkondensatoren) verwendet. Viele bilden Ionenkristalle mit Perowskit-Struktur mit ferroelektrischen Eigenschaften aus.
Einige Titanate kommen auch natürlich als Titanminerale vor, so etwa Perowskit, Barioperowskit, Mazedonit, Ilmenit, Geikielith, Pyrophanit, Tausonit und weitere.
Bariumtitanat (BaTiO3) und Bleititanat (PbTiO3) sind weiße oder gelbe Pulver und werden neben der Ausnutzung ihrer ferroelektrischen Eigenschaften auch als Pigmente verwendet. Strontiumtitanat (SrTiO3) ist eine Keramikverbindung mit sehr speziellen Eigenschaften in Form von plastischem Verhalten, welche als Schmuckstein (Diamantimitat) und Supraleiter Verwendung findet. 90SrTiO3 ist eine chemisch beständige Form radioaktives Strontium-90 zu fixieren, zum Beispiel für Radioisotopenbatterien. Kaliumtitanat (K2Ti6O13) kann als künstliche Mineralfaser verwendet werden. Daneben sind noch  Aluminiumtitanat (Al2TiO5), Lanthantitanat, Bismuttitanat (Bi2Ti2O7), Calciumtitanat (CaTiO3), Certitanat (CeTiO4), Cobalttitanat (CoTiO3), Magnesiumtitanat (MgTiO3), Lithiumhexafluortitanat (CAS-Nummer: 21729-09-9) und weitere bekannt. Auch organische Titanate existieren. Beispiele sind Tetramethyltitanat, Tetrabutyltitanat, Tetraisopropyltitanat, Tetraphenyltitanat, Dibutyltriethanolamintitanat und Tetrahexyltitanat.